# Грег Хенри
Грег Ли Хенри (енгл. Gregg Lee Henry; рођен 6. маја 1952. Лејквуд, Колорадо), амерички је позоришни, филмски и ТВ глумац.
На великом платну играо је у филмовима Брајана де Палме Дублерка (1984), Рађање Каина (1992) и Фатална жена (2002). Појавио се у камео улози као „човек из Вашингтона” у филму Лице са ожиљком (1983). Познат је и по улогама у филмовима као што су Звездане стазе: Побуна (1998), Наплата дуга (1999), Гмизавци (2006), Чувари галаксије (2014), Џејсон Борн (2016), Чувари галаксије 2 (2017) и Чувари галаксије 3 (2023).